# Arrondissement de Heinsberg
L'arrondissement de Heinsberg (Kreis Heinsberg) est situé à l'ouest du Land de Rhénanie-du-Nord-Westphalie. Il a des limites avec les arrondissements d'Aix-la-Chapelle, de Düren et de Viersen, à l'arrondissement du Rhin Neuss et à la ville de Mönchengladbach ainsi qu'à la province néerlandaise de Limbourg. Dans la commune de Selfkant se trouve le point le plus occidental de l'Allemagne.

## Histoire
L'arrondissement fut créé le 1er janvier 1972 par loi du 14 décembre 1971 en fusionnant l'ancien arrondissement d'Erkelenz avec l'ancien arrondissement du Selfkant Geilenkirchen. Le 1er janvier 1975 la commune de Niederkrüchten fut séparée de l'arrondissement et incorporée à l'arrondissement de Viersen.

## Communes
L'arrondissement compte 10 communes dont 7 villes :

* Chef-lieu de l'arrondissement
- Erkelenz, ville
- Gangelt
- Geilenkirchen, ville
- Heinsberg, ville *
- Hückelhoven, ville
- Selfkant
- Übach-Palenberg, ville
- Waldfeucht
- Wassenberg, ville
- Wegberg, ville

## Politique

### Élections du préfet (Landrat)
|        | Scrutin du 12 septembre 1999 | Scrutin du 12 septembre 1999 | Scrutin du 12 septembre 1999 | Scrutin du 26 septembre 2004 | Scrutin du 26 septembre 2004 | Scrutin du 26 septembre 2004 |
| Parti  | Candidat                     | Votes                        | %                            | Candidat                     | Votes                        | %                            |
| ------ | ---------------------------- | ---------------------------- | ---------------------------- | ---------------------------- | ---------------------------- | ---------------------------- |
| CDU    | Karl Gruber                  | 65 841                       | 60,2 %                       | Stephan Pusch                | 61 190                       | 56,2 %                       |
| SPD    | Franz-Josef Fürkötter        | 32 107                       | 29,3 %                       | Franz-Josef Fürkötter        | 28 581                       | 26,2 %                       |
| FDP    | Felix Becker                 | 5 062                        | 4,6 %                        | Felix Becker                 | 10 065                       | 9,2 %                        |
| Grünen | Gerd-Peter Claßen            | 6 423                        | 5,9 %                        | Maria Meurer                 | 9 054                        | 8,3 %                        |

### Élections du conseil (Kreistag)
|       | Scrutin du 26 septembre 2004 | Scrutin du 26 septembre 2004 | Scrutin du 26 septembre 2004 |
| Parti | Votes                        | Sièges                       |                              |
| ----- | ---------------------------- | ---------------------------- | ---------------------------- |
| CDU   | 60 010                       | 54,8 %                       | 29                           |
| SPD   | 28 293                       | 25,8 %                       | 14                           |
| Grüne | 9 906                        | 9,0 %                        | 5                            |
| FDP   | 9 615                        | 8,8 %                        | 5                            |
| DKP   | 1 656                        | 1,5 %                        | 1                            |

## Juridiction
Juridiction ordinaire
- Cour d'appel (Oberlandesgericht) de Düsseldorf
  - Tribunal régional (Landgericht) de Mönchengladbach
    - Tribunal cantonal (Amtsgericht) d'Erkelenz: Erkelenz, Hückelhoven, Wegberg
- Cour d'appel de Cologne
  - Tribunal régional d'Aix-la-Chapelle
    - Tribunal cantonal de Geilenkirchen: Gangelt, Geilenkirchen, Übach-Palenberg
    - Tribunal cantonal de Heinsberg: Heinsberg, Selfkant, Waldfeucht, Wassenberg

Juridiction spéciale
- Tribunal supérieur du travail (Landesarbeitsgericht) de Cologne
  - Tribunal du travail (Arbeitsgericht) d'Aix-la-Chapelle
- Tribunal administratif (Verwaltungsgericht) d'Aix-la-Chapelle
- Tribunal des affaires de Sécurité sociale (Sozialgericht) d'Aix-la-Chapelle

1. ↑  Destatis